# は
はは、日本語の音節のひとつであり、仮名のひとつである。1モーラを形成する。五十音図において第6行第1段（は行あ段）に位置する。清音の他、濁音（ば、バ）と半濁音（ぱ、パ）を持つ。

## 概要

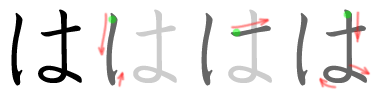
「は」の筆順

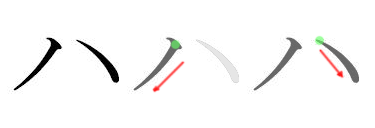
「ハ」の筆順

- 現代標準語の音韻: 1子音と1母音「あ」から成る音。子音は、次の通り。
  - 清音 「は」: 声帯を近づけてその間を通る息の摩擦音 [h]。無声。
  - 濁音 「ば」: 両唇を閉じてから開く破裂音 [b]。有声子音。/a/ が先行するときは有声両唇摩擦音 [β] になることがある。
  - 半濁音 「ぱ」: 両唇を閉じてから開く破裂音とともに衝撃波が生じる [p]。無声子音。
  - 助詞「は」は、「わ」と発音する。例「こんにちは」。
  - 歴史的仮名遣いでは、文節のはじめ以外の「は」は「わ」と発音する。これはハ行転呼により語中・語尾のハ行がワ行になったためである。
- 五十音順: 第26位。
- いろは順: 第3位。「ろ」の次。「に」の前。
- 平仮名「は」の字形: 「波」の草体
- 片仮名「ハ」の字形: 「八」の変化
- ローマ字
  - は: ha
  - ば: ba
  - ぱ: pa
- 点字:
- 通話表: 「はがきのハ」
- モールス信号: −・・・
- 手旗信号：10

- 変体仮名: （者）
- 発音: は[ヘルプ/ファイル]

## は に関わる諸事項
- 上代には[pä]と発音していたが、平安時代になって[ɸä]と変化し、近世以降今日と同じ[hä]の音になった。
- 音楽の音名で、「ド」の音（C）を表す。→ハ (音名)
- JRなどで用いる鉄道車両の車両形式名で、普通車（グリーン車等の特別車両を除く座席車とB寝台車）を表す。当初「三等車」と呼ばれたことから「イロハ」の三番目の「ハ」が起用され、「二等車」、「普通車」と名称が変わってもそのまま使われている（例：クモハ200、モハ200）。
- ブータン西部にある県。→ハ県